# Braiła
Braiła (rum. Brăila) – miasto we wschodniej części Rumunii, w okręgu Braiła, nad brzegiem Dunaju. Według danych z 2002 r. liczy 216 292 mieszkańców.

## Historia
Pierwsza wzmianka o znajdującym się w tym miejscu osiedlu pod nazwą Drinago pochodzi z ok. 1350 r., z hiszpańskiej Księgi wiedzy (Libro de conoscimiento). Greckie źródła z tego samego okresu podają nazwy Proilabum i Proilava.
Od 1554 r. aż do wojny rosyjsko-tureckiej 1828–1829 miasto pozostawało we władaniu Turków osmańskich i zwane było Ibrail lub Ibraila. 2 lutego 1470 r. istniejące tutaj osiedle zdobył i złupił hospodar mołdawski Stefan Wielki. Powodem najazdu był fakt, że władający tymi okolicami hospodar wołoski Radu Piękny był lennikiem tureckim.
Na początku XX wieku miasto przeżywało okres rozkwitu, będąc regionalnym ośrodkiem handlu i znaczącym portem na Dunaju.

## Gospodarka
W mieście rozwinął się przemysł maszynowy, metalowy, stoczniowy, drzewny, celulozowo-papierniczy, spożywczy, odzieżowy, cementowy, chemiczny oraz zapałczany. Uruchomiony na początku lat 60. XX wieku kombinat celulozowy przerabia trzcinę, dowożoną barkami z terenów delty Dunaju.

## Miasta partnerskie
- Plewen (Bułgaria)
- Calais (Francja)
- Argostoli (Grecja)
- Katerini (Grecja)
- Bitola (Macedonia Północna)
- Kawadarci (Macedonia Północna)
- Denizli (Turcja)
- Nilüfer (Turcja)

## Galeria

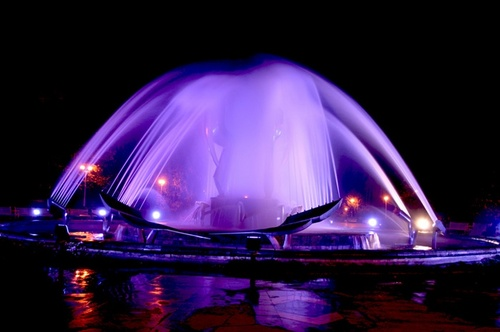
Fontanna w Braile
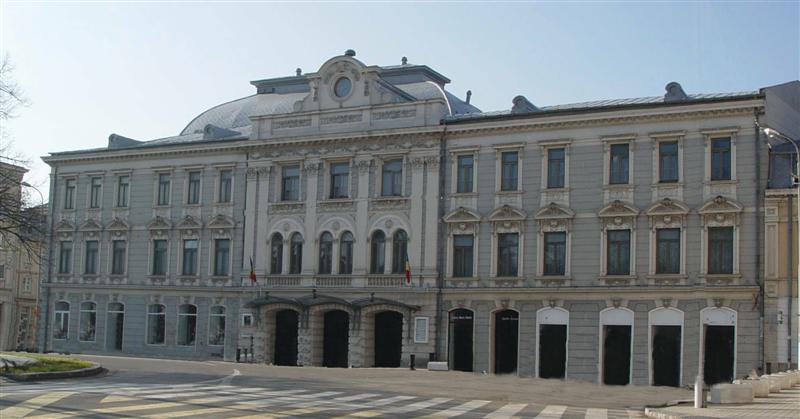
Teatr Marii Filotti
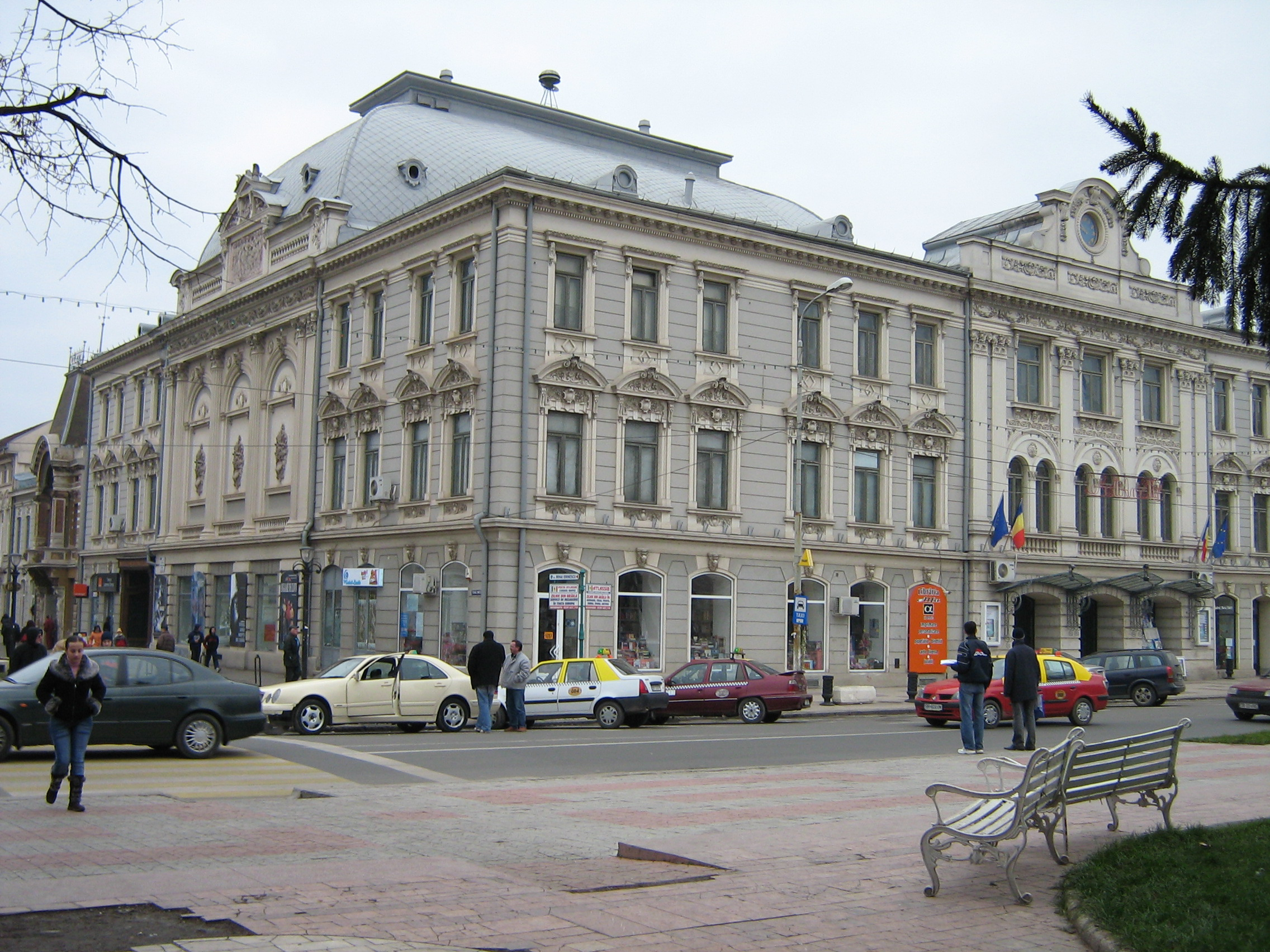
Teatr Marii Filotti
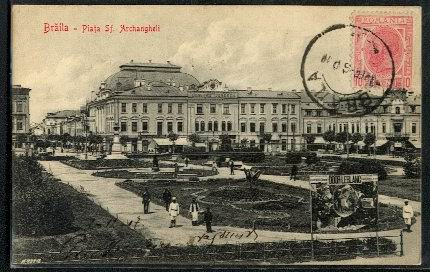
Braiła - pocztówka z 1900 roku
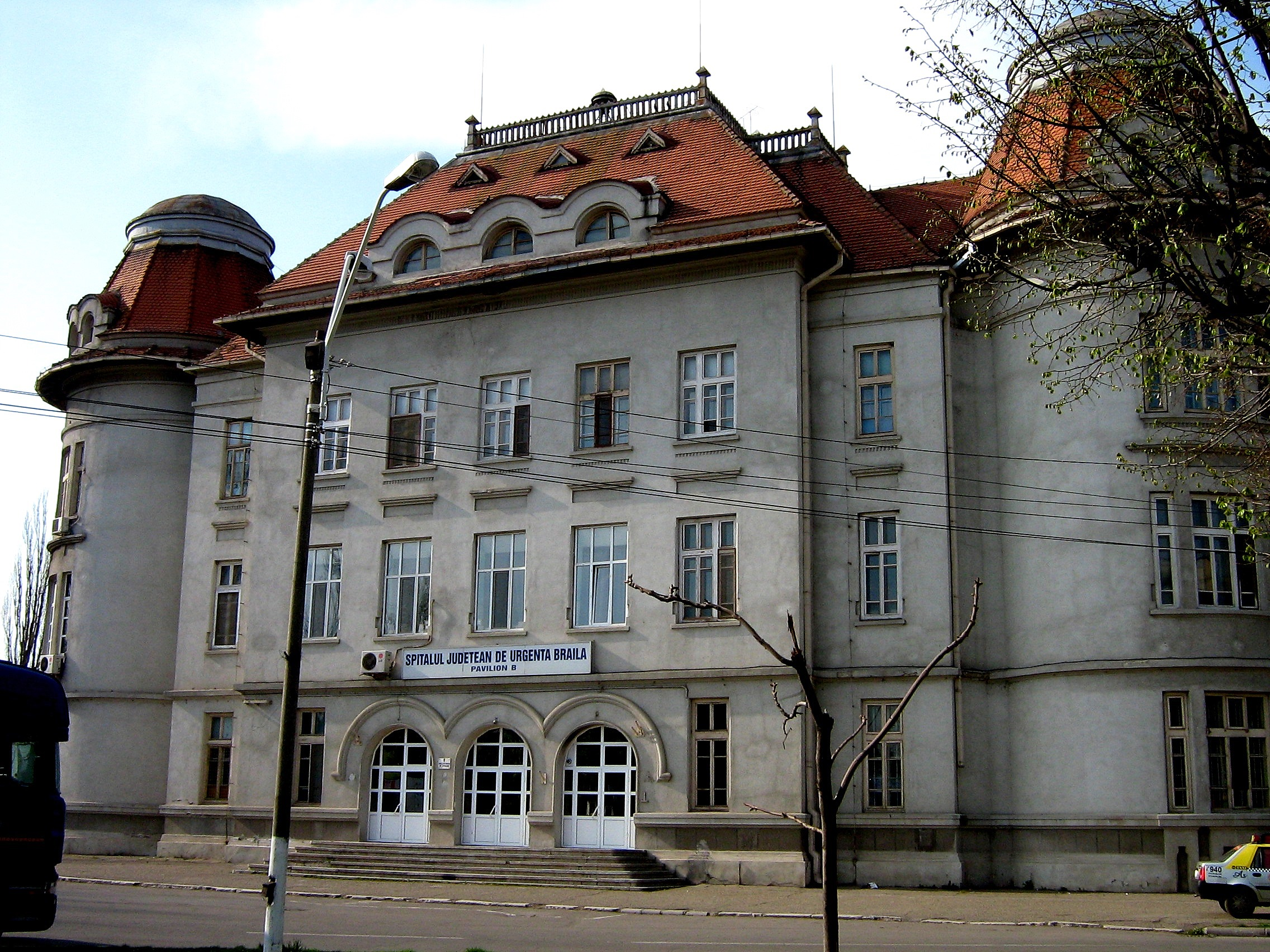
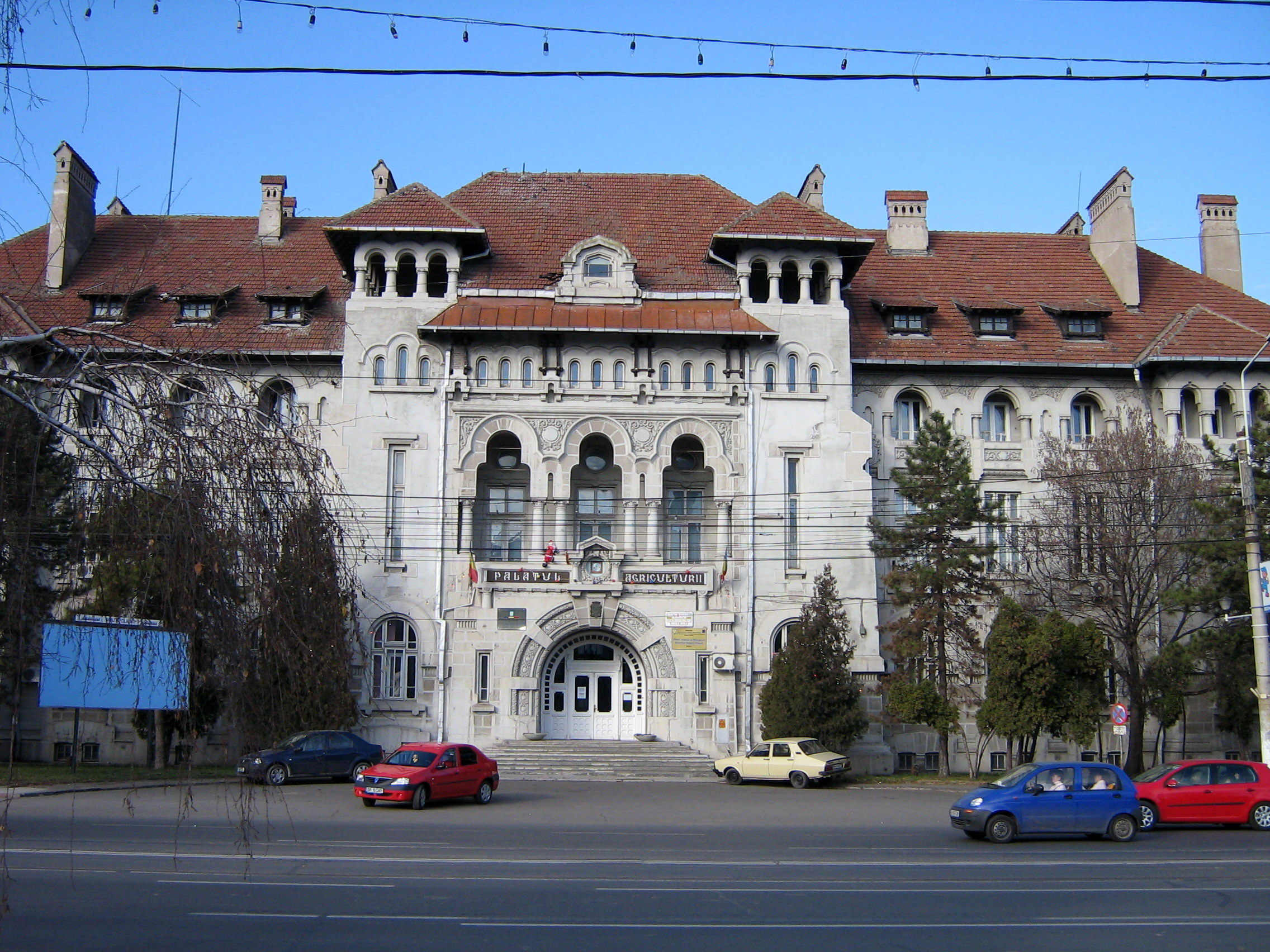
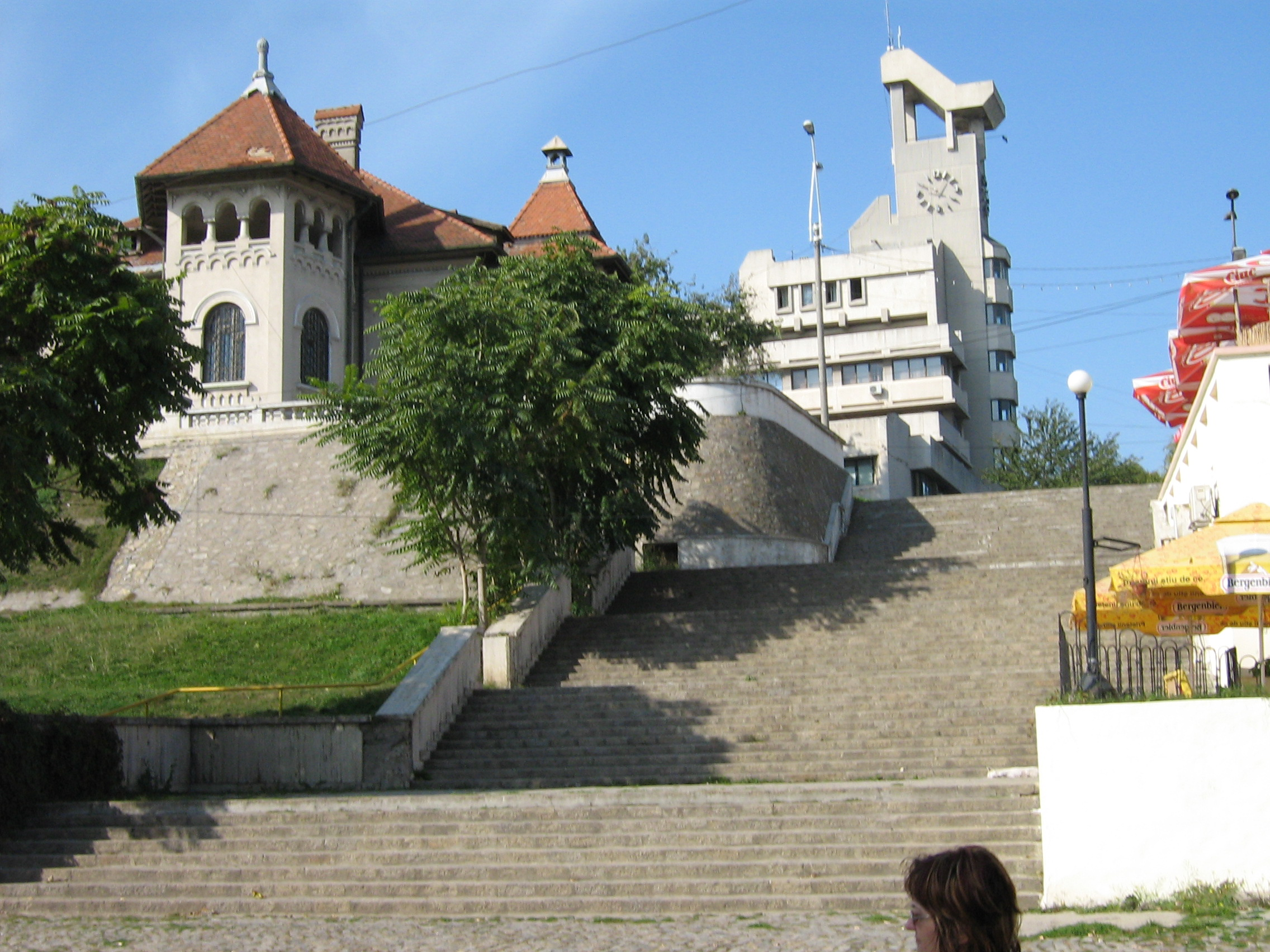
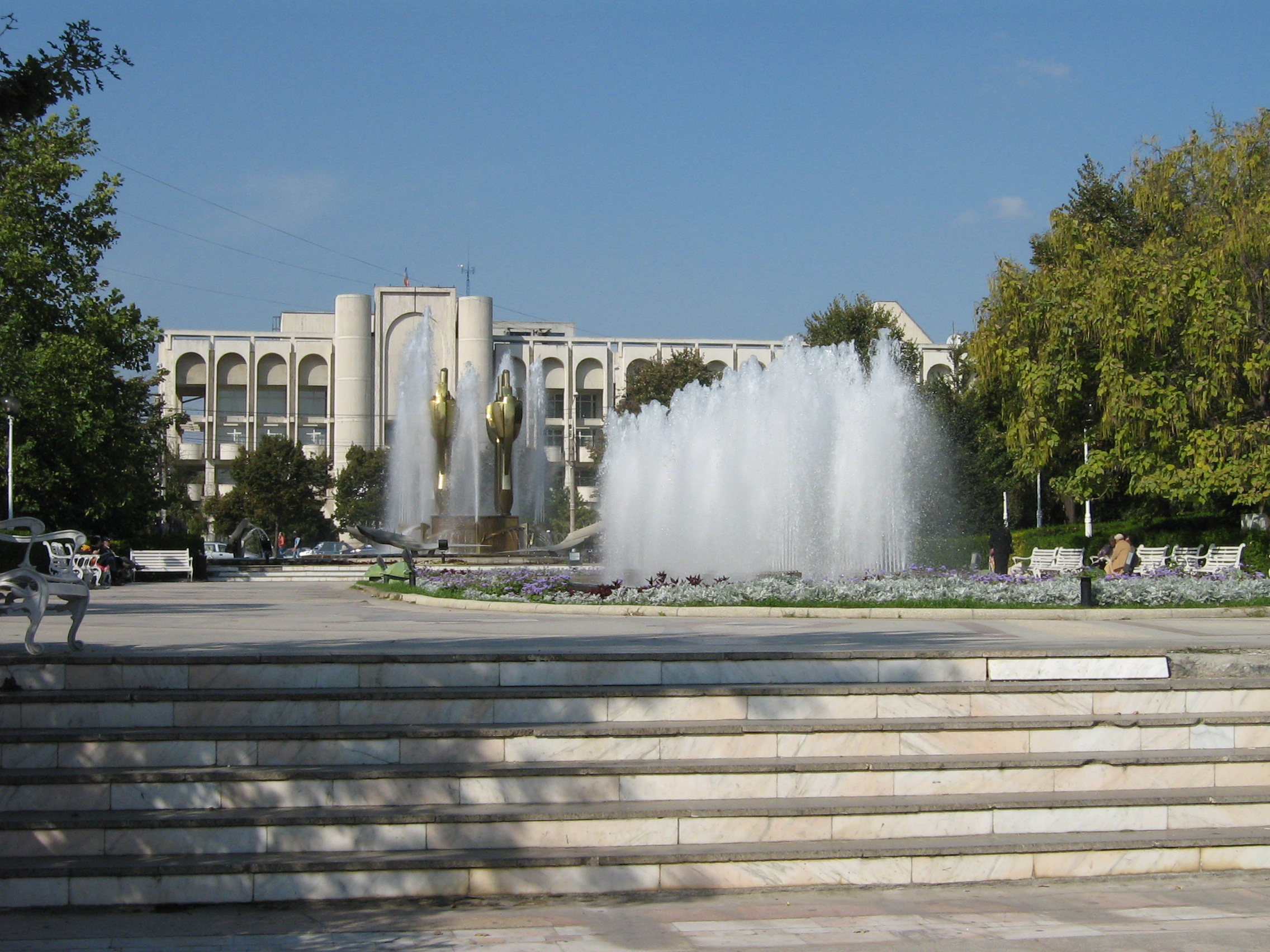
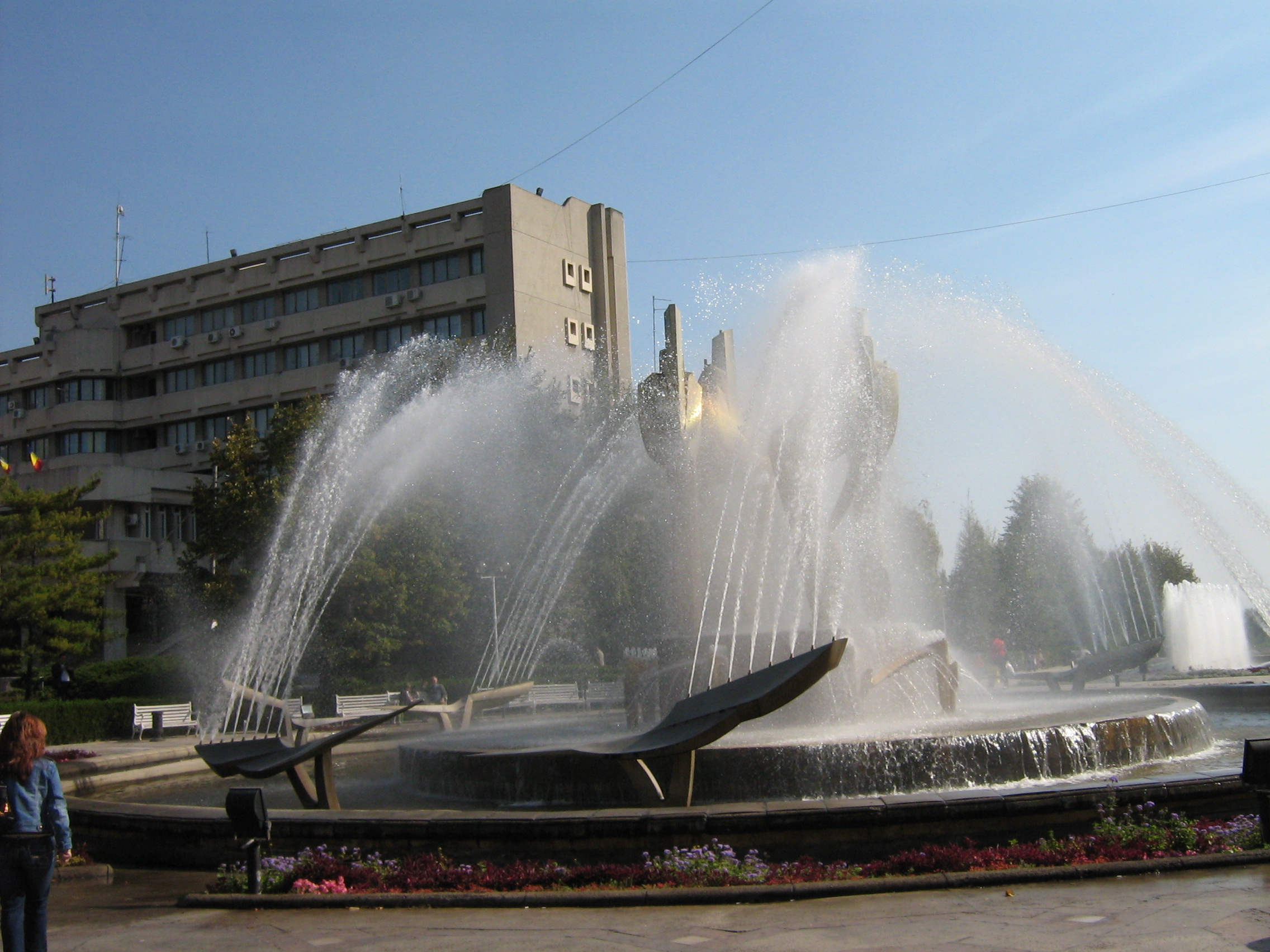
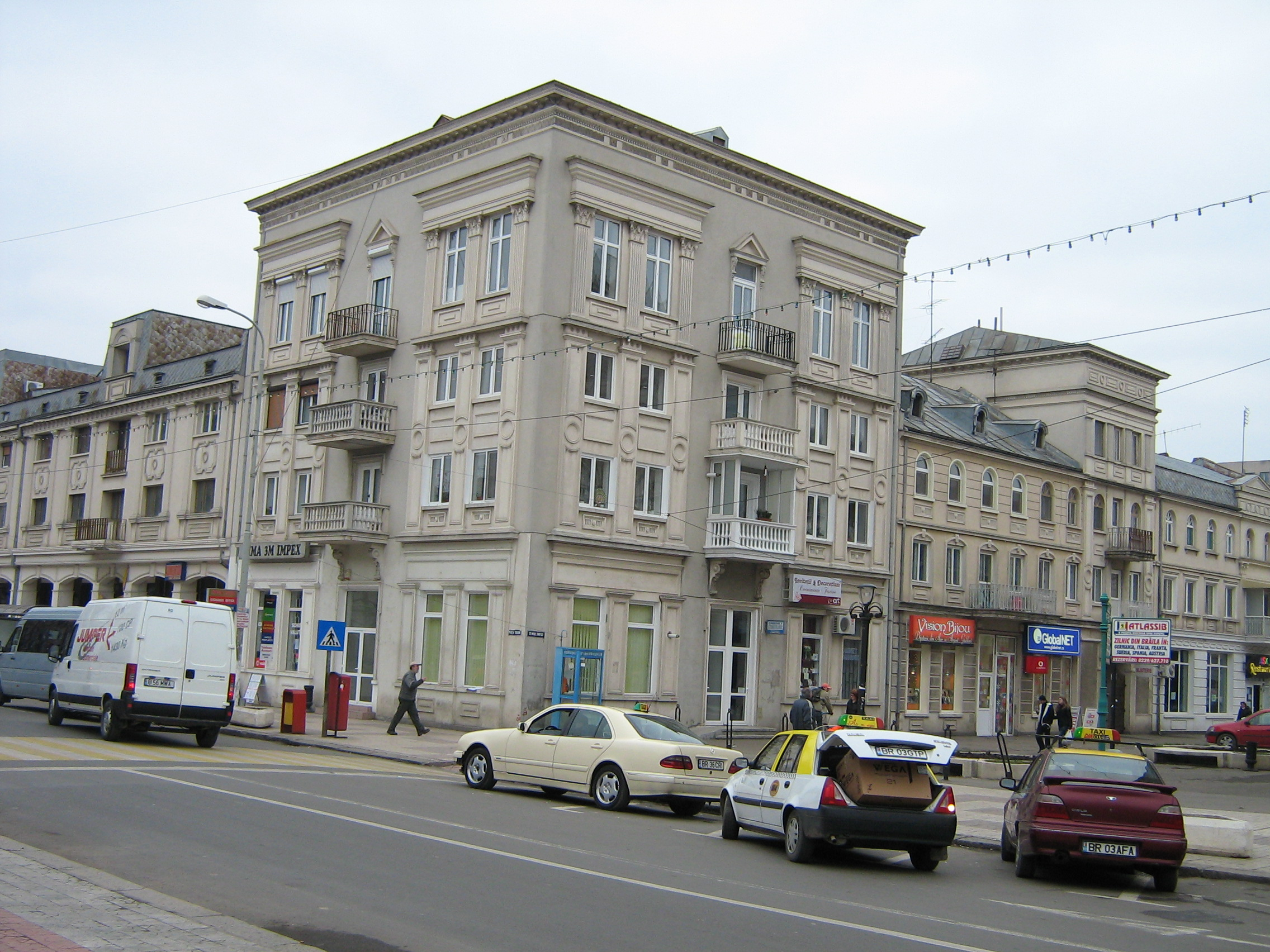
Ulica Mihai Eminescu